# 2. ŽNL Osječko-baranjska NS Osijek 2011./12.
Ligu je osvojila NK Mursa-Zanatlija Osijek i u kvalifikacijama za 1. ŽNL Osječko-baranjsku izborila plasman u viši rang. Iz lige je u 3. ŽNL Osječko-baranjsku ispao NK Hajduk Veljko Šodolovci.

## Tablica
| Mj. | Klub                         | Sus. | Pobj. | Nerj. | Por. | GR.   | Bod.      |
| --- | ---------------------------- | ---- | ----- | ----- | ---- | ----- | --------- |
| 1.  | NK Mursa-Zanatlija Osijek    | 22   | 17    | 4     | 1    | 68:15 | 55        |
| 2.  | NK Slavonija Ivanovac        | 22   | 17    | 2     | 3    | 67:19 | 53        |
| 3.  | NK Dunav Dalj                | 22   | 14    | 4     | 4    | 59:36 | 46        |
| 4.  | NK Tomislav Livana           | 22   | 10    | 7     | 5    | 53:24 | 37        |
| 5.  | NK Sloga Ernestinovo         | 22   | 12    | 1     | 9    | 45:32 | 37        |
| 6.  | NK Radnik Josipovac          | 22   | 11    | 1     | 10   | 43:41 | 34        |
| 7.  | NK Laslovo '91               | 22   | 8     | 6     | 8    | 41:38 | 30        |
| 8.  | NK BSK Beketinci             | 22   | 6     | 5     | 11   | 25:40 | 23        |
| 9.  | NK Mladost Čepinski Martinci | 22   | 7     | 2     | 13   | 37:58 | 23        |
| 10. | NK LIO Osijek                | 22   | 5     | 3     | 14   | 38:57 | 18        |
| 11. | NK Šubić Vuka                | 22   | 4     | 1     | 17   | 25:94 | 13        |
| 12. | NK Hajduk Veljko Šodolovci   | 22   | 3     | 0     | 19   | 21:68 | 8 (-1) ↓1 |

## Rezultati
| NK Šubić Vuka - NK Mladost Čepinski Martinci 4:2 NK Laslovo '91 - NK Dunav Dalj 2:0 NK Slavonija Ivanovac - NK Tomislav Livana 3:1 NK BSK Beketinci - NK Hajduk Veljko Šodolovci 1:0 NK LIO Osijek - NK Radnik Josipovac 0:3 NK Mursa-Zanatlija Osijek - NK Sloga Ernestinovo 4:0 | NK Mladost Čepinski Martinci - NK Sloga Ernestinovo 1:0 NK Radnik Josipovac - NK Mursa-Zanatlija Osijek 0:1 NK Hajduk Veljko Šodolovci - NK LIO Osijek 2:1 NK Tomislav Livana - NK BSK Beketinci 1:1 NK Dunav Dalj - NK Slavonija Ivanovac 2:1 NK Šubić Vuka - NK Laslovo '91 0:3  | NK Laslovo '91 - NK Mladost Čepinski Martinci 0:2 NK Slavonija Ivanovac - NK Šubić Vuka 8:0 NK BSK Beketinci - NK Dunav Dalj 0:3 NK LIO Osijek - NK Tomislav Livana 1:4 NK Mursa-Zanatlija Osijek - NK Hajduk Veljko Šodolovci 2:0 NK Sloga Ernestinovo - NK Radnik Josipovac 3:2  |
| NK Mladost Čepinski Martinci - NK Radnik Josipovac 3:0 NK Hajduk Veljko Šodolovci - NK Sloga Ernestinovo 1:3 NK Tomislav Livana - NK Mursa-Zanatlija Osijek 2:2 NK Dunav Dalj - NK LIO Osijek 4:3 NK Šubić Vuka - NK BSK Beketinci 0:1 NK Laslovo '91 - NK Slavonija Ivanovac 0:0 | NK Slavonija Ivanovac - NK Mladost Čepinski Martinci 8:3 NK BSK Beketinci - NK Laslovo '91 1:1 NK LIO Osijek - NK Šubić Vuka 2:2 NK Mursa-Zanatlija Osijek - NK Dunav Dalj 2:2 NK Sloga Ernestinovo - NK Tomislav Livana 2:3 NK Radnik Josipovac - NK Hajduk Veljko Šodolovci 2:0  | NK Mladost Čepinski Martinci - NK Hajduk Veljko Šodolovci 1:2 NK Tomislav Livana - NK Radnik Josipovac 4:0 NK Dunav Dalj - NK Sloga Ernestinovo 3:0 NK Šubić Vuka - NK Mursa-Zanatlija Osijek 2:5 NK Laslovo '91 - NK LIO Osijek 3:1 NK Slavonija Ivanovac - NK BSK Beketinci 2:1  |
| NK BSK Beketinci - NK Mladost Čepinski Martinci 3:0 NK LIO Osijek - NK Slavonija Ivanovac 0:3 NK Mursa-Zanatlija Osijek - NK Laslovo '91 3:1 NK Sloga Ernestinovo - NK Šubić Vuka 5:2 NK Radnik Josipovac - NK Dunav Dalj 2:3 NK Hajduk Veljko Šodolovci - NK Tomislav Livana 0:2 | NK Mladost Čepinski Martinci - NK Tomislav Livana 0:0 NK Dunav Dalj - NK Hajduk Veljko Šodolovci 2:1 NK Šubić Vuka - NK Radnik Josipovac 1:0 NK Laslovo '91 - NK Sloga Ernestinovo 2:3 NK Slavonija Ivanovac - NK Mursa-Zanatlija Osijek 1:0 NK BSK Beketinci - NK LIO Osijek 1:1  | NK LIO Osijek - NK Mladost Čepinski Martinci 6:0 NK Mursa-Zanatlija Osijek - NK BSK Beketinci 1:0 NK Sloga Ernestinovo - NK Slavonija Ivanovac 0:2 NK Radnik Josipovac - NK Laslovo '91 2:3 NK Hajduk Veljko Šodolovci - NK Šubić Vuka 7:2 NK Tomislav Livana - NK Dunav Dalj 2:2  |
| NK Mladost Čepinski Martinci - NK Dunav Dalj 1:4 NK Šubić Vuka - NK Tomislav Livana 2:1 NK Laslovo '91 - NK Hajduk Veljko Šodolovci 2:1 NK Slavonija Ivanovac - NK Radnik Josipovac 9:0 NK BSK Beketinci - NK Sloga Ernestinovo 1:3 NK LIO Osijek - NK Mursa-Zanatlija Osijek 2:8 | NK Mursa-Zanatlija Osijek - NK Mladost Čepinski Martinci 3:0 NK Sloga Ernestinovo - NK LIO Osijek 3:1 NK Radnik Josipovac - NK BSK Beketinci 1:0 NK Hajduk Veljko Šodolovci - NK Slavonija Ivanovac 0:3 NK Tomislav Livana - NK Laslovo '91 2:2 NK Dunav Dalj - NK Šubić Vuka 2:0  | NK Mladost Čepinski Martinci - NK Šubić Vuka 5:0 NK Dunav Dalj - NK Laslovo '91 3:1 NK Tomislav Livana - NK Slavonija Ivanovac 0:1 NK Hajduk Veljko Šodolovci - NK BSK Beketinci 1:5 NK Radnik Josipovac - NK LIO Osijek 1:0 NK Sloga Ernestinovo - NK Mursa-Zanatlija Osijek 0:1  |
| NK Sloga Ernestinovo - NK Mladost Čepinski Martinci 2:0 NK Mursa-Zanatlija Osijek - NK Radnik Josipovac 4:0 NK LIO Osijek - NK Hajduk Veljko Šodolovci 6:2 NK BSK Beketinci - NK Tomislav Livana 0:0 NK Slavonija Ivanovac - NK Dunav Dalj 4:3 NK Laslovo '91 - NK Šubić Vuka 4:1 | NK Mladost Čepinski Martinci - NK Laslovo '91 2:1 NK Šubić Vuka - NK Slavonija Ivanovac 0:5 NK Dunav Dalj - NK BSK Beketinci 4:2 NK Tomislav Livana - NK LIO Osijek 2:0 NK Hajduk Veljko Šodolovci - NK Mursa-Zanatlija Osijek 0:3 NK Radnik Josipovac - NK Sloga Ernestinovo 1:0  | NK Radnik Josipovac - NK Mladost Čepinski Martinci 4:1 NK Sloga Ernestinovo - NK Hajduk Veljko Šodolovci 3:0 NK Mursa-Zanatlija Osijek - NK Tomislav Livana 1:1 NK LIO Osijek - NK Dunav Dalj 1:0 NK BSK Beketinci - NK Šubić Vuka 2:0 NK Slavonija Ivanovac - NK Laslovo '91 0:3  |
| NK Mladost Čepinski Martinci - NK Slavonija Ivanovac 0:2 NK Laslovo '91 - NK BSK Beketinci 2:2 NK Šubić Vuka - NK LIO Osijek 2:4 NK Dunav Dalj - NK Mursa-Zanatlija Osijek 0:0 NK Tomislav Livana - NK Sloga Ernestinovo 3:1 NK Hajduk Veljko Šodolovci - NK Radnik Josipovac 1:4 | NK Hajduk Veljko Šodolovci - NK Mladost Čepinski Martinci 1:3 NK Radnik Josipovac - NK Tomislav Livana 2:1 NK Sloga Ernestinovo - NK Dunav Dalj 1:3 NK Mursa-Zanatlija Osijek - NK Šubić Vuka 12:0 NK LIO Osijek - NK Laslovo '91 2:2 NK BSK Beketinci - NK Slavonija Ivanovac 0:4 | NK Mladost Čepinski Martinci - NK BSK Beketinci 0:1 NK Slavonija Ivanovac - NK LIO Osijek 3:2 NK Laslovo '91 - NK Mursa-Zanatlija Osijek 1:3 NK Šubić Vuka - NK Sloga Ernestinovo 0:4 NK Dunav Dalj - NK Radnik Josipovac 1:4 NK Tomislav Livana - NK Hajduk Veljko Šodolovci 3:0  |
| NK Tomislav Livana - NK Mladost Čepinski Martinci 6:1 NK Hajduk Veljko Šodolovci - NK Dunav Dalj 2:9 NK Radnik Josipovac - NK Šubić Vuka 9:0 NK Sloga Ernestinovo - NK Laslovo '91 2:0 NK Mursa-Zanatlija Osijek - NK Slavonija Ivanovac 2:1 NK LIO Osijek - NK BSK Beketinci 3:2 | NK Mladost Čepinski Martinci - NK LIO Osijek 5:2 NK BSK Beketinci - NK Mursa-Zanatlija Osijek 0:3 NK Slavonija Ivanovac - NK Sloga Ernestinovo 1:1 NK Laslovo '91 - NK Radnik Josipovac 3:3 NK Šubić Vuka - NK Hajduk Veljko Šodolovci 5:0 NK Dunav Dalj - NK Tomislav Livana 1:0  | NK Dunav Dalj - NK Mladost Čepinski Martinci 5:5 NK Tomislav Livana - NK Šubić Vuka 10:0 NK Hajduk Veljko Šodolovci - NK Laslovo '91 0:3 NK Radnik Josipovac - NK Slavonija Ivanovac 1:3 NK Sloga Ernestinovo - NK BSK Beketinci 8:1 NK Mursa-Zanatlija Osijek - NK LIO Osijek 4:0 |
| NK Mladost Čepinski Martinci - NK Mursa-Zanatlija Osijek 2:4 NK LIO Osijek - NK Sloga Ernestinovo 0:1 NK BSK Beketinci - NK Radnik Josipovac 0:2 NK Slavonija Ivanovac - NK Hajduk Veljko Šodolovci 3:0 NK Laslovo '91 - NK Tomislav Livana 2:5 NK Šubić Vuka - NK Dunav Dalj 2:3 | | |

## Kvalifikacije za 1. ŽNL Osječko-baranjsku
U 1. ŽNL Osječko-baranjsku se plasirala NK Mursa-Zanatlija Osijek.